# Kinezika
Kinezika (z řeckého kínéma - pohyb nebo kineim - pohybovati) je obor, který se zabývá neverbální komunikací člověka, konkrétně  pohyby těla v sociální interakci a jejich koordinací. Tato koordinace vytváří specifickou eleganci a šarm v pohybové kultuře člověka. Z pohybových vzorců lze vysledovat např. zdravotní stav osoby. Někteří lidé s mimořádným pozorovacím talentem dokáží podle pohybů správně rozpoznat, v jaké náladě se člověk nachází.
Za zrod kineziky je považován rok 1867, kdy byla publikována práce francouzského fyziologa G. B. Duchenna o celkovém pojetí činnosti lidského svalového ústrojí.
Pohyby určitých částí těla mají své speciální označení, např.:
- chironomie neboli chirologie - zabývá se pohyby rukou
- gestika - pohyby, které doprovázejí či nahrazují slovní projev, velká většina je vytvářena rukama

Základní pohybovou jednotkou je kin. Z kinů se skládají složitější jednotky, kinemy. Nadřízené kinemům jsou kinemorfy. Nejvyšší pohybovou jednotku tvoří kinemorfická konstrukce. Kinezika rozeznává pohyby pravé (autentické) a nepravé (parakinetické). U nepravých pohybů se jedná o nonverbální signály k interpretaci pravých pohybů. Tentýž pohyb může v různých situacích vyvolat odlišnou interpretaci a naopak - tentýž obsah může být sdělen různými druhy pohybů (člověk může např. ukázat směr hlavou, rukou, prstem, nohou atp.)

## Složení pohybů
- a) bodových činností - uchopení předmětu, trvají sekundy až desítky sekund
- b) počtu pohybů - sledujeme celý pohybový děj (mytí, oblékání), trvají 5-20 minut
- c) pohybové prezentace - pohyb po určitou dobu (např.: od vstupu do ordinace až po odchod), trvají hodiny

## Sledování
1. rozsah pohybu - do šíře prostoru závisí na temperamentu.
2. počet pohybů - zvýšený počet pohybů signalizuje napětí.
3. různorodost pohybů - jinak se pohybuje člověk v agresi a jinak člověk v depresi.

Dále je sledováno, kdy pohyb začal, jakou měl akceleraci, kdy nastal jeho vrchol příp. změna směru pohybu, jak dlouho trval a kdy byl ukončen. Ve vzájemné interakci lidí se pozoruje soulad či nesoulad, koordinace či diskoordinace a také harmonie či disharmonie.